# Jaap Beije
Jacob Leendert (Jaap) Beije (Bodegraven, 6 april 1927 - 7 augustus 2013) was een Nederlands roeier. Hij vertegenwoordigde Nederland eenmaal op de Olympische Spelen, maar won bij die gelegenheid geen medaille.
Beije maakte op 25-jarige leeftijd zijn olympisch debuut op de Olympische Spelen van 1952 in Helsinki. Hij nam bij het roeien deel aan het onderdeel vier met stuurman. De roeiwedstrijden zouden initieel plaatsvinden in speciaal hiervoor gebouwde kano- en roeistadion bij Taivallahti, maar doordat de Internationale Roeifederatie deze accommodatie in verband met windgevoeligheid afkeurde, moest er uitgeweken worden naar een tijdelijk aangelegde roeibaan bij Meilahti, op circa 3 km afstand van het Olympisch Stadion. De Nederlandse ploeg werd in de series derde in 7.24,9 en in de herkansing eindigde ze met een tijd van 7.04,2 achter Finland en was zodoende uitgeschakeld.
In zijn actieve tijd was hij aangesloten bij ASR Nereus in Amsterdam. Hij was werkzaam als chirurg.

## Palmares

### roeien (vier met stuurman)
- 1952: herkansing OS - 7.04,2

Ton Fontani · 
Han Heijenbrock · 
Jan Willem Pennink · 
Jaap Beije · 
Hans Caro (stuurman)